# فرانک دادلی (بازیکن فوتبال)
فرانک دادلی (انگلیسی: Frank Dudley; ۹ مهٔ ۱۹۲۵ – ۱۴ سپتامبر ۲۰۱۲) بازیکن فوتبال اهل بریتانیا بود.
از باشگاه‌هایی که در آن بازی کرده‌است می‌توان به باشگاه فوتبال لیدز یونایتد، باشگاه فوتبال ساوتند یونایتد، باشگاه فوتبال ساوت‌همپتون، باشگاه فوتبال برنتفورد و باشگاه فوتبال کاردیف سیتی اشاره کرد.